# بازاربد
بازاربد (پارسی میانه: wāzārbed) یکی از مناصب ایران در زمان ساسانیان و رئیس بازار بود. وی کنترل وزنه‌ها و اندازه‌ها را بر عهده داشت و این جایگاه معمولاً توسط خواجه‌ها اشغال می‌شد. در سنگ‌نوشته شاپور یکم بر کعبه زرتشت ذکر شده‌است که در آن زمان شخصی به نام ویروی صاحب این مقام بود.
آگورانوموس (به یونانی: ἁγορανόμος) در یونان باستان هم‌ارز بازاربد بود. در آتن ده نفر نظم و ترتیب را در بازارها حفظ، اختلافات را حل و فصل، کیفیت کالاهای در معرض فروش، وزنه‌ها و اندازه‌ها را بررسی، مالیات بندر را جمع‌آوری و مقررات حمل و نقل را اجرا می‌کردند. در روم باستان نیز منصبی به نام کرول ادیل مربوط به چنین کارهایی بود.